# 望都淶源戰鬥
望都淶源戰鬥發生於1939年11月21日至1940年2月，地點則是在中國河北一帶。交戰守方為中華民國國民革命軍，另一方則為日軍。兩方激戰，日軍指揮官阿部規秀戰死(有一說是在稍前黃土嶺戰鬥身亡)。